# استخوان بالاگیجگاهی
استخوان بالاگیجگاهی (انگلیسی: Supratemporal bone)یک استخوان جفت جمجمه است که در بسیاری از چهاراندامان و ماهی‌های چهاراندام‌ریخت وجود دارد. [۱] این استخوان بخشی از ناحیه گیجگاهی (بخشی از سقف جمجمه در پشت چشم‌ها) است و معمولاً نسبت به استخوان صدفی درونی‌تر و نسبت به استخوان آهیانه و/یا پس‌آهیانه بیرونی‌تر قرار دارد. همچنین، در صورت وجود استخوان‌های پس‌کاسه‌چشمی یا بین گیجگاهی (که در جلو قرار دارند) یا استخوان تخت (که در عقب قرار دارد)، ممکن است با آنها نیز تماس داشته باشد.
استخوان بالاگیجگاهی یک جزء رایج جمجمه در بسیاری از دوزیستان منقرض شده است، اگرچه ظاهراً در جمجمه‌های سبک نرم‌دوزیستان زنده (قورباغه‌ها و سمندرها) وجود ندارد. مطالعات رویان‌شناسی سمندرها نشان می‌دهد که استخوان بالاگیجگاهی در اوایل تکوین با استخوان صدفی ترکیب می‌شود. یک استخوان بالاگیجگاهی مجزا توسط هم‌کمانان اولیه و خزندگان حفظ شد، اما در بسیاری از گروه‌ها به شدت کاهش یافت. پولک‌داران (مارمولک‌ها و مارها) هنوز یک استخوان بالاگیجگاهی کوچک دارند، هرچند شاه‌خزندگان (تمساح‌سانان و پرنده‌ها) و پستانداران فاقد آن هستند. برخی از خویشاوندان منقرض شده لاک‌پشت‌ها (مانند پروگانوشلی‌ها و Eunotosaurus) دارای یک استخوان بالاگیجگاهی برجسته هستند، اما در لاک‌پشت‌های امروزی وجود ندارد یا با استخوان‌های مجاور ترکیب شده است.